# Teódoto Calóteto
Teódoto Calóteto (em grego: Θεόδοτος Καλόθετος; fl. anos 1250) foi um oficial sênior e governador no Império de Niceia. Pouco se sabe sobre sua vida. Foi um nativo do Éfeso, e um tio do futuro imperador Miguel VIII Paleólogo (r. 1259–1282). Manteve o alto posto militar de doméstico das escolas no começo dos anos 1250, mas foi ridicularizado por sua falta de cultivo em uma carta pelo imperador Teodoro II Láscaris (r. 1254–1258). É atestado novamente em 1259, quando tomou partido pelo monge Gabriel, do mosteiro de São Gregório Taumaturgo, em sua disputa com Nicéforo Blemides. Naquele tempo, manteve o posto cortesão de pansebasto sebasto e foi governador dum extenso território na Anatólia Ocidental compreendendo o Tema Tracesiano, Melanúdio, Pírgio e Calos.